# Leiarius pictus
Leiarius pictus (Леіаріус прикрашений) — вид риб з роду Leiarius родини Пласкоголові соми ряду сомоподібні. Інша назва «мармуровий леіаріус».

## Опис
Загальна довжина сягає 60 см. Голова велика, сплощена. Морда дещо витягнута. Очі доволі великі. Є 3 пари довгих вусів, з яких пара на верхній щелепі є найдовшою. Тулуб подовжений, масивний. Спинний плавець великий, вітрилоподібний. Грудні плавці витягнуті, загострені на кінці. Черевні плавці невеличкі, широкі. Жировий плавець широкий або довгий. Анальний плавець доволі витягнутий, з короткою основою. Хвостовий плавець глибоко вирізано, лопаті загострені (у молоді кінці закруглено).
Забарвлення темно-коричневе з більш темними плямами. Черево та нижня частина голови світліше. Від спинного плавця донизу тягнуться трохи хвилясті смуги жовтого кольору. На спинному, жировому та хвостовому плавцях присутні великі круглі плями білого кольору. На анальному та черевних плавцях є дрібні плямочки жовтуватого кольору. Молодь має 2 бліді смуги.

## Спосіб життя
Зустрічається у великих річках та озерах з гальковим дном. Одинак. Вдень лежить в скелястих ущелинах або біля великого каміння. Активний у присмерку та вночі. Живиться дрібною рибою, частково кальмарами та креветками.
Тривалість життя до 20 років.

## Розповсюдження
Мешкає у басейнах річок Амазонка, Ессекібо і Ориноко — в межах Венесуели, Колумбії, Перу та Бразилії.